# Laufbachfälle
Das Landschaftsschutzgebiet Laufbachfälle ist ein mit Verordnung der Unteren Naturschutzbehörde beim damaligen Landkreis Calw vom 4. September 1953 ausgewiesenes Landschaftsschutzgebiet (LSG-Nummer 2.16.009) in Loffenau, Landkreis Rastatt, Baden-Württemberg.

## Lage und Beschreibung
Das 0,8 Hektar große Gebiet liegt unmittelbar am nordwestlichen Ortsende von Loffenau und ist rund 150 Meter lang. Das Gebiet gehört zum Naturraum 152-Nördlicher Talschwarzwald.

## Schutzzweck
Geschützt werden soll die schnellenreiche Steilstrecke des Laufbaches am Ortsrand von Loffenau und die Erhaltung des natürlichen Bewuchses der Umgebung.